# Marina (navegació)
La marina és el conjunt d'organitzacions i mitjans (personal, equipaments, infrastrutures i altres recursos) dedicats a activitats marítimes, sobretot d'aquelles que impliquen navegació en embarcacions.
La marina se subdivideix en: 
- Armada, o marina militar;
- Marina mercant; inclou la flota comercial, la flota pesquera i els vaixells dedicats a la navegació de plaer.